# 霍塔湖

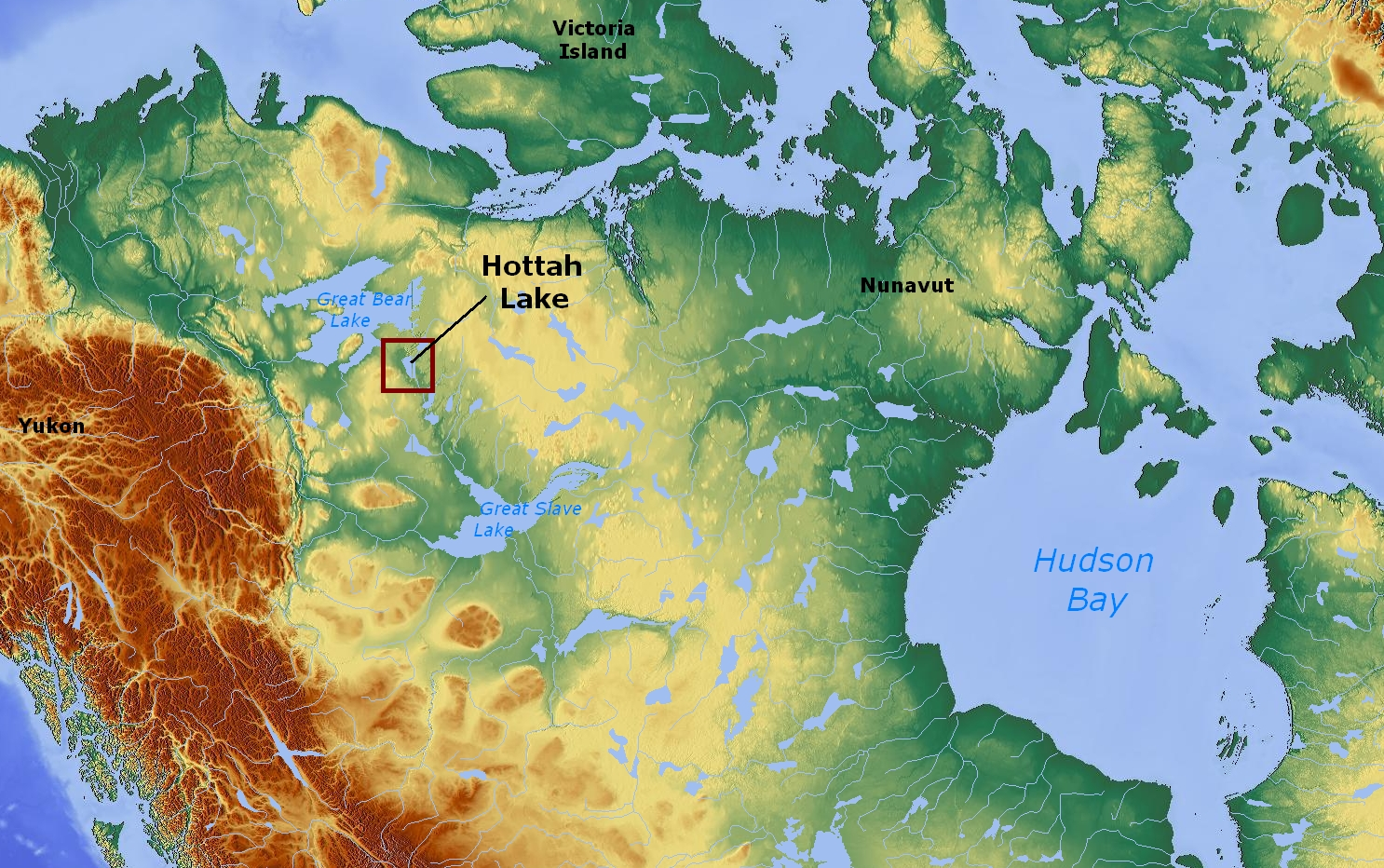

霍塔湖是加拿大的湖泊，位於該國西北部，處於大熊湖以南30公里，由西北地區負責管轄，面積840平方公里，是該地區第六大湖泊，島嶼面積78平方公里，海拔高度180米。
65°30′N 118°29′W / 65.500°N 118.483°W